# Xavier Gens
Xavier Gens (Dunkerque, 27 aprile 1975) è un regista cinematografico francese.

## Biografia
Dopo aver prestato il suo servizio come aiuto-regista in film come Ronin o Maximum Risk decise di intraprendere il doppio lavoro di sceneggiatore-regista nel 2007, con l'horror-splatter Frontiers - Ai confini dell'inferno.

## Filmografia
- Frontiers - Ai confini dell'inferno (Frontière[s], 2007)
- Hitman - L'assassino (Hitman, 2007)
- The Divide (2011)
- Crucifixion - Il male è stato invocato (The Crucifixion, 2017)
- Cold Skin - La creatura di Atlantide (Cold Skin, 2017)
- Budapest (2018)
- Farang (2023)
- Under Paris (2024)